# Carlos María Ydígoras
Carlos María Ydígoras Revenga (Burgos, 14 de septiembre de 1924 - Madrid, 18 de junio de 2010) fue un escritor y reportero español.

## Juventud
En 1941, con 16 años, Carlos María Ydígoras falsifica una autorización de sus padres para enrolarse en la División Azul de voluntarios españoles contra la Unión Soviética en la Segunda Guerra Mundial, experiencia que recogerá en una de sus novelas.
Al regresar del frente ruso estudia derecho y posteriormente se instala en París, época en la que comienza aviajar incesantemente.
Durante uno de sus viajes, aprovecha una huelga de marineros en Génova para enrolarse en un mercante. No era marinero pero quería viajar y conocer mundo, una de sus pasiones. Y así pasó más de 10 años.
A mediados de los años cincuenta se traslada a Argentina, donde vive tres años. Estando en Buenos Aires pasa cinco meses en la cárcel de Villa Devoto. En esta ciudad publica su obra Algunos no hemos muerto, acerca de las experiencias de los voluntarios españoles en la campaña de Rusia entre 1941 y 1944.

## Regreso a España
A comienzos de los sesenta regresa a España y trabaja en las minas asturianas de Turón, en el pozo San José, viviencia que le inspira su obra Los hombres crecen bajo tierra, publicada en 1961, en la que describe con detalle el trabajo en la mina.
Posteriormente, de su relación con los pescadores de la isla canaria de Lanzarote surgirá Cuando el miedo llama a un hombre, que por su crítica social produjo cierta incomodidad en las esferas oficiales.
Después de esta etapa vuelve a viajar fuera de España, por diversos continentes. Trabaja como reportero y cubre la guerra de independencia de Congo. Colaborará para los diarios Pueblo, Arriba e Informaciones.

## Madurez
En 1964 publica La colina del árbol, novela juvenil posteriormente adaptada como guion cinematográfico, rodada por Luis Lucía como Grandes amigos en 1967.
Durante esa década inicia La saga de los Yanquis, una trilogía compuesta por dos ensayos históricos: Los libertadores USAS, de 1966, y América contra América. El hermano yanqui, de 1984, y la novela Los Usacos, de 1968, muy críticas con la política y la sociedad estadounidense, lo que le supuso fuertes presiones, alguna detención y un proceso por el Tribunal de Orden Público.
En la primera obra trata el proceso de expansión estadounidense y su política exterior que le ha llevado a entrar en guerra para anexionarse el territorio de los países vecinos. Según el autor, "los norteamericanos, es decir, el gobierno yanqui, quiere hacer del continente latinoamericano unas nuevas Filipinas. La colonización cultural es tremenda, porque lo que caracteriza a este imperio es, precisamente, el estar basado, a diferencia de los anteriores, exclusivamente en criterios mercantilistas".
En la segunda obra el escritor se centra en la política de agresión seguida por los Estados Unidos contra las naciones centroamericanas de República Dominicana, Cuba y Nicaragua durante el siglo XX.
En 1969 escribe Landa, el Valín, novelita corta, versión juvenil de Los hombres crecen bajo la tierra, ambientada a principios del siglo XX, donde un niño de once años, huérfano, tiene que trabajar como valín en una mina para sacar adelante a su madre y hermanas. La mina se convierte en su escuela de vida, donde aprende el oficio de minero, el comportamiento solidario, la superación del miedo, la aceptación del riesgo, y la exposición de la propia vida por salvar la ajena.

## Últimas obras
Sus tres últimas obras son las novelas Hijos del destierro, El hombre que evitó 'the day zero', y Secuestro de un papa muerto, esta última novela de ficción, en torno al porqué no se permitió hacer la autopsia al papa Juan Pablo I ante la incertidumbre de la causa de su muerte, editada por CYR, editorial fundada por el escritor en 1984.
Ideológicamente Ydígoras se consideró un autor de derecha inclinado hacia la izquierda a lo largo de su trayectoria vital.
Falleció el 18 de junio de 2010 en el hospital de Cantoblanco, en Madrid, después de haber sufrido una neumonía.
Estuvo casado con Thoenis Olga María, con quien tuvo un hijo, Carlos Ydígoras.

## Obra completa y ediciones
Escribió doce libros, de ensayo histórico y novela.
- Kio o un 10% de absurdo. Alianza, 1953.
- Algunos no hemos muerto. Luis de Caralt, 1957. 
- Los hombres crecen bajo tierra. Arrayán, 1961.
- Cuando el miedo llama a un hombre. Arrayán, 1961.
- La colina del árbol. Arrayán, 1964.
- Los libertadores USAS. Arrayán, 1966. Plaza y Janés, 1979.
- Los Usacos. Arrayán, 1968. Plaza y Janés, 1978.
- Landa, el Valín. Doncel, 1969. Noguer, 1980.
- Hijos del destierro. Arrayán, 1974. CYR, 1984.
- América contra América. El hermano yanqui. Argos Vergara, 1982.
- El hombre que evitó 'the day zero. CYR, 1984.
- Secuestro de un papa muerto. CYR, 1985.